# Олень в геральдике
Олень в геральдике — естественная негеральдическая гербовая фигура.
В геральдике олень является эмблемой воина, мужского благородства.

## История
Охота на оленя нашла отражение в средневековых костюмах и праве. Эта тема оставила многочисленные следы в сказаниях и европейской литературе, ровно, как и в геральдике, где олень предстаёт не только во всех естественных позах, но и как трофей — в виде увенчанный рогами головы или одних рогов с частью черепа, которые называют "трофеем".
Как эмблема, олень был особенно популярен в Германии и Англии. Согласно древнему поверью германских народов, олень способен одним своим запахом отогнать и обратить в бегство змею. И это качество послужило основанием рассматривать оленя, как эмблему борьбы со злом, эмблему благородного воина, сильного не столько физической силой, сколько идейной убежденностью, силой духа, своими моральными качествами.
Согласно древнему поверию, продолжительность жизни оленя составляло 3600 лет, что и определило его значение, как символа долголетия, а также древние люди утверждали, что животное было лишено желчи, что отличало его "мягкое следование исконному благородству". Кроме всей своей символической нагрузки, связанной с охотой и чисто оценочной — идеальная фигура оленя служила задачам "говорящего" герба. Изображение оленя и его рогов в нашлемниках довольно распространённое явление (Равич, Бибирштейн, Денборог, Наленч, Подольские, Сахновские Шаховы и.др.).
Изображение благородного оленя используется на гербах многих государств, стран, городов и так далее. Изображение оленя и его "трофеев" в гербовых щитах употребляли дворянские рода: Вронские, Рогаля, Кирьяковы, Дубельты, Алединские,  графы Ланские, Фриш, Болтенгагены, Завадзкие и. др.
Благородный вид, красота сделали это животное популярным в геральдике.

## Блазонирование
Олень чаще изображается в профиль, но он может быть бегущим, скачущим, восстающим или мерно шествующим, а также стоящим на месте. Как исключение, олень может быть изображён и отдыхающим, то есть в лежачем положении. Иногда изображаются лишь одна голова оленя или только его рога. Все эти различия, кроме смыслового значения, приняты для того, чтобы не смешивать изображений оленей, принадлежащих как эмблемы разным странам, разным землям и территориям, разным народам или отдельным родам. Кроме различий в начертании фигуры и частей тела оленя, приняты ещё различия в его цвете. Так, например, в древнем гербе Ростовского княжества — серебряный олень, а в гербе Нижегородского княжества — рыжий (красный) олень, в польской геральдике — белый с золотой короной и так далее.
В гербовых щитах часто изображалась различного цвета голова оленя, которая называется отсечённой.  Крайне редко составители гербов изображали оленя с крыльями (наподобие Пегаса) и без рогов.
Поскольку оленьи рога сбрасываются и отрастают каждый год (вплоть до седьмого), прибавляя каждый год по отростку, при блазонировании следует указать число отростков. Это необходимое уточнение не всегда соблюдается, хотя на гербовых щитах с изображением рогов встречаются животные с разным числом отростков.
Три рога поясами друг над другом образовывали герб древнего вюртембергского рода, с 1871 года входили в герб Второго рейха, в современности являются частью герба федеральной земли Баден-Вюртемберг, существуя таким образом более тысячи лет.

## Галерея
- Гербы муниципальных образований
- Альзон
- Баден-Вюртемберг
- Брохвич
- Гродно
- Ержислав
- Йыхви, Эстония
- Лабытнанги
- Нижний Новгород
- Одинцово
- Ростов-Великий
- Бузулук
- Герб Бузулука времен Российской империи
- Вилюйск
- Герб Вилюйска времен Российской империи
- Елец
- Курляндская губерния
- Седлецкая губерния
- Люблинская губерния
- Сарваш
- Корякский округ
- Смирныхов-ский район Сахалинской области
- Иловлинский район

- Родовые и воинские гербы
- Герб Всевеликого войска Донского
- Герб князей Щепиных-Ростовских

- Эмблемы
- Эмблема ГАЗа